# Rudka, Lohvîțea
Rudka (în ucraineană Рудка) este un sat în comuna Sencea din raionul Lohvîțea, regiunea Poltava, Ucraina.

## Demografie
Componența lingvistică a localității Rudka
     Ucraineană (98,44%)
     Rusă (1,56%)
Conform recensământului din 2001, majoritatea populației localității Rudka era vorbitoare de ucraineană (98,44%), existând în minoritate și vorbitori de rusă (1,56%).